# Spaltspurdatierung
Spaltspurdatierung (Fission Track Dating) ist eine radiometrische Methode zur Datierung der Abkühlgeschichte von Gesteinen (Thermochronologie) anhand bestimmter, in ihnen enthaltener Minerale.
Spaltspuren sind mikrometergroße Defektlinien (engl. tracks) in der Kristallstruktur von Mineralen (Gitterdefekte), die bei  spontanem radioaktiven Zerfall (engl. fission) von Uran-238 (238U) entstehen. Die Spaltspuren entstehen durch die sich diametral auseinander bewegenden Spaltprodukte des Urans. Die entstandene Spaltspur kann durch Anätzen der polierten Kristallflächen sichtbar gemacht werden und hat dann eine Länge von ca. 10 bis 20 μm und einen Durchmesser von ca. 1 – 5 μm.
Die Länge und die Dichte der Spaltspuren eignet sich dazu, das Abkühlungsalter von Gesteinen zu bestimmen. Dazu kann man im Prinzip alle uranhaltigen Minerale verwenden, am häufigsten sind jedoch Apatit und Zirkon; mit ihren unterschiedlichen Schließungstemperaturen lässt sich die Abkühlungsgeschichte innerhalb der oberen ca. 10 bis 2 km der Erdkruste darstellen.
Die Spaltspuren-Datierung ist eine Standardmethode in den Geowissenschaften und wird benutzt, um gebirgsbildende Prozesse zu rekonstruieren, Erosions- und Hebungsraten von Gesteinen zu bestimmen und um die thermische Geschichte von Sedimentbecken darzustellen. Aufgrund des letztgenannten Punkts wird die Spaltspuren-Methode häufig bei der Kohlenwasserstoff-Exploration verwendet.
Da der allmähliche Zerfall der Uranatome mit einer konstanten Rate erfolgt, ist die Anzahl der Spaltspuren proportional zu Urangehalt und Alter des untersuchten Kristalls. Um den Anteil der zerfallenen Atome von 238U zu bestimmen, wird die Anzahl an Spaltspuren gemessen. Anschließend wird die Probe thermischer Neutronenstrahlung ausgesetzt, wodurch die Atome eines anderen Uranisotops, Uran-235 (235U), zerfallen. Diese Zerfälle werden auf einem Uran-freien externen Detektor abgebildet, welcher normalerweise aus Hellglimmer (Muskovit) besteht, und gezählt. Da das Verhältnis von 235U und 238U in der Natur konstant ist, kann bei bekanntem Neutronenfluss anhand der induzierten Spaltspuren-Dichte der initiale Gehalt des untersuchten Minerals an 238U berechnet werden. Anhand des Verhältnisses von natürlichen und künstlich erzeugten Spaltspuren kann nun auf das Alter des Kristalls geschlossen werden.

## Methodische Schwachpunkte und Lösungsansätze
In der Literatur werden jedoch unterschiedliche Zerfallsraten für den spontanen Zerfall von 238U angegeben. Daher benutzt man für die Berechnung von Spaltspuren-Altern einen Zeta-Faktor, den jeder Datierer individuell bestimmt durch wiederholte Datierung von Proben mit bekannten Altern (Standards). Bei diesen Standards handelt es sich um Minerale aus vulkanischen Ablagerungen, deren Alter durch unabhängige Datierungsmethoden wie der Ar-Ar-Thermochronologie bestimmt wurde. Für eine Zeta-Kalibrierung werden normalerweise mehrere Monate benötigt, was die Einarbeitung in die Spaltspuren-Datierung relativ zeitintensiv macht.
Früher wurde es häufig als methodischer Schwachpunkt angesehen, dass Spaltspuren-Datierungen, wie alle thermochronologischen Methoden, für langsam abgekühlte Proben „anscheinende Abkühlalter“ liefern, die keinen unmittelbaren Bezug zu einem bestimmten geologischen Ereignis haben. Da durch das Verkürzungsmuster der Spaltspuren der Abkühlpfad der untersuchten Proben aber detailliert dargestellt werden kann, ist genau dieser vermeintliche Schwachpunkt der große Vorteil und das Alleinstellungsmerkmal dieser Methode: anstatt nur eine punktuelle Auskunft über die geologische Vergangenheit der Probe zu geben, kann die thermische Geschichte über einen größeren Zeitraum von mehreren Jahrmillionen rekonstruiert werden.